# Taxila moulmainus
Taxila moulmainus är en fjärilsart som beskrevs av Otto Staudinger 1889. Taxila moulmainus ingår i släktet Taxila och familjen Riodinidae. Inga underarter finns listade i Catalogue of Life.